# Чорний дельфін
«Чорний дельфін» (істор.назв. Илецкій острогъ, крѣпостца Илецкая Защита, офіційно. Федеральної державна установа «Виправна колонія № 6 Управління служби виконання покарань по Оренбурзькій області»; до 2007 року — ЮК-25/6) — виправна колонія особливого режиму для довічно ув'язнених в місті Соль-Ілецьк поряд з озером Развал (Оренбурзька область). Ця колонія є найбільшою серед подібного типу в Росії (на 1600 чоловік). На поточний час в колонії утримується 863 чоловік. Кількість персоналу— є у розмірі 900 чоловік.

## Назви
Назви об'єкта у хронологічному порядку:
- Ілецький острог
- Сіль-Ілецька в'язниця УНКВС № 2 для утримання особ що знаходяться під слідством
- Установа ЮК-25/6
- Федеральна державна установа «Виправна колонія № 6 Управління Федеральної служби виконання покарань по Оренбурзькій області»

## Історія колонії
Перші в'язниці для довічно ув'язненних в Оренбурзькій області з'явились ще в катеринський період правління:

Історія «Чорного дельфіна» бере свій початок з часу правління Катеринини ІІ. Після придущення Повстання Пугачова в 1773 році у цих краях виникла гостра потреба у будівництві острога для засланних розбійників. У минулий час, функції об'єкту ніколи не змінювалось. Міцні мури в оренбурзьких степах однаково вірно служили усім Російським Імператорам. Була тут і пересилання, та острог, і чахоточна «спеціалізація», але в'язниця завжди залишалась в'язницею.

У царський період, Ілецький острог використовувався як каторга у формі праці ув'язненних для розробки місцевих соляних копалень ( Ілецькі соляні копальні ) і як в'язниця для етапування ув'язнених. У 1774 році острог був розбитий пугачовським загоном під командуванням А. Т. Соколова, каторжани та козаки поповнили ряди повстанського війська Пугачова та сформувавши козачий полк під командуванням І. А. Творогова. Надалі це місце було відновлено царською владою, а солеломні, в'язниця та особлива поліція підпорядковувалися безпосередньо правлінню соляних промислів. До 1849 року видобуванням солі займалися засланці, в 1849 вони були перекваліфіковані в «гірничозаводських робітників». 
1847 році етапом з Орської фортеці через Ілецький острог до Уральська був привезений великий поет та художник Тарас Шевченко. Він же відвідав Ілецьк у листопаді 1849 року, повертаючись до Оренбурга з Аральської експедиції  .
1942 році в Соль-Ілецькій в'язниці УНКВС № 2 для утримання особ, що знаходяться під слідством, померла відома німецька актриса Карола Неєр .
Пізніше тут знаходилась спеціалізована лікарня для засуджених.
В'язниця набула статусу колонії для довічно засуджених на початку 2000-х років.

## Опис
В'язниця отримала свою культову але неофіційну назву за спорудженим у її дворі руками самих її ув'язнених фонтану зі скульптурою, що зображує чорного дельфіна  .
У колонії містяться як довічно ув'язнені, та й ув'язнені із загальним режимом утримання.
У колонії підтримується сувора ізоляція від зовнішніх соціальних контактів між ув'язненими. У камері перебувають по дві-чотири особи, однак є ув'язнені, що містяться в одиночних камерах (як наприклад, людожер Володимир Ніколаєв ). Щоб уникнути конфліктів, співкамерники підбираються після роботи з психологом.
Ув'язнені знаходяться під постійним відеоспостереженням, сплять при увімкненому світлі. При виході з камери під конвоєм за ув'язненим йдуть кінолог із собакою. Підйом о 6 ранку, після чого наступні 16 годин лежати і сидіти на ліжках категорично забороняється. Характерна риса в'зниці "Чорний дельфін" - при переміщення в інший корпус ув'язненим зав'язують очі пов'язкою для подальшої дезорієнтації, щоб вони ніяк не змогли запам'ятати план колонії. Мінімальна кількість конвоїрів, які супроводжують ув'язненого, — три особи та кінолог із собакою. Кожні 15 хвилин камерами проходять чергові. Розмір камери становить 4,5 м2 , особливостю також є те що, ув'язнені відокремлені від дверей та вікон масивними сталевими ґратами; таким чином, камера є кліткою в клітці. З заґратованого вікна видно лише вузьку смужку неба. Також присутні щоденні півторагодинні прогулянки (при хорошій поведінці їх можуть збільшити до двох годин) ув'язнених переводять у спеціальному повністю закритому боксі.

## Орієнтовний розпорядок дня в «Чорному дельфіні»
- 6:00 - підйом, заправка ліжок, умивання, прибирання камери.
- 6:30 - сніданок, увімкнення радіо.
- 7:15 - увімкнення електророзеток. В'язні можуть користуватися електробритвами. Можна закип'ятити воду, випити чаю, якщо є заварка або просто окріп.
- 8:00 – початок ранкової перевірки, вимкнення радіо.
- 9:00 – огляд ув'язнених медиком.
- 10:00 — ранкова прогулянка у спеціальній камері завдовжки кілька метрів. Параллельно хворих відводять у санчастину.
- 11:00-13:00 - робота.
- 13:00 – обід.
- 13:40 - прибирання камер.
- 14:00-17:00 - знову включається радіо.
- 18:00 – вечеря (40 хвилин).
- 20:00 – вечірня перевірка.
- 20:30 — до послуг ув'язнених повторно увімкненні розетки та радіо.
- 22:00 - відбій.

## У масовій культурі
- Документальний фільм «Подорож до зразкової в'язниці» із циклу Вахтанга Мікеладзе «Засуджені довічно».
- Колонія з'являється в серіалі Гра. Реванш ». За сюжетом, єдиний друг Смоліна — злочинець Віталій Круглов («Круглий») після арешту відбував довічний термін у «Чорному дельфіні». Бєлов і Смолін допомогли йому втекти з колонії, але згодом його все ж таки вбили.
- Музичний виконавець Гіо Піка присвятив цій колонії пісню «Фонтанчик із дельфіном».
- Книга «Живцем у пеклі» [8] написана в'язнем, що відбуває довічний термін в «Чорному дельфіні».
- Група Anacondaz згадує цю колонію у пісні «Все добре».